# Xã Upper, Quận Crawford, Arkansas
Xã Upper (tiếng Anh: Upper Township) là một xã thuộc quận Crawford, tiểu bang Arkansas, Hoa Kỳ. Năm 2010, dân số của xã này là 136 người.